# عین صالح
عین صالح (به عربی: عين صالح) یک واحه و شهرداری در الجزایر است که در ناحیه عین صالح واقع شده‌است.
 عین صالح ۳۲٬۵۱۸ کیلومتر مربع مساحت و ۳۲٬۵۱۸ نفر جمعیت دارد و ۲۹۳ متر بالاتر از سطح دریا واقع شده‌است.